# 384
384 (CCCLXXXIV) fue un año bisiesto comenzado en lunes del calendario juliano, en vigor en aquella fecha.
En el Imperio romano, el año fue nombrado como el del consulado de Ricomero y Clearco, o menos comúnmente, como el 1137 Ab urbe condita, adquiriendo su denominación como 384 a principios de la Edad Media, al establecerse el anno Domini.

## Acontecimientos

### Imperio romano
- 31 de agosto: Teodosio I, para evitar una guerra civil en el Imperio, reconoce a Magno Máximo como emperador romano, a condición de que no moleste a Valentiniano II en sus estados (fin del reinado en 388).
- 17 de diciembre: San Siricio sucede a San Dámaso I como 38.º papa.
- Magno Máximo eleva a su hijo Flavio Víctor al rango de augusto.
- Se construye el Foro de Teodosio en Constantinopla.
- Quinto Aurelio Símaco se convierte en prefecto urbano de Roma.
- Un edicto de Teodosio cierra los templos paganos en el valle del Nilo.
- Estilicón se casa con Serena, sobrina de Teodosio.
- Ambrosio rechaza la petición de la emperatriz romana Justina de una iglesia en Milán donde ella pueda practicar el culto de conformidad con sus creencias arrianas.
- Se celebra un sínodo en Burdigala.
- El conde Bauto hace retroceder a los alamanes y jutungos que habían invadido Recia, con la ayuda de los hunos y alanos federados de Safrax. Máximo, que temía que apareciera en el Rín, pidió a Teodosio que lo volviera a llamar.
- Egeria concluye su peregrinación cristiana a Tierra Santa. Su relato, el Itinerarium Egeriae, puede ser el escrito formal más antiguo que se conserva de una mujer en la cultura europea occidental.[1]

### Asia
- Agosto: Sapor III envía una embajada a Teodosio I, que negocia la paz.[2] El acuerdo conduce a la división de Armenia, probablemente en 387, que se convierte en estado vasallo del Imperio romano.
- El rey Chimnyu asciende al trono de Baekje y poco después declara que el budismo es la religión oficial.

## Nacimientos
- 9 de septiembre: Honorio, futuro emperador romano.
- María, hija del general Estilicón y futura esposa del emperador Honorio.

## Fallecimientos
- 11 de diciembre: Dámaso I, papa.